# Radara phaeoceps
Radara phaeoceps är en fjärilsart som beskrevs av George Francis Hampson 1926. Radara phaeoceps ingår i släktet Radara och familjen nattflyn. Inga underarter finns listade.